# Myodes centralis
Myodes centralis је врста волухарице. 

## Распрострањење
Ареал врсте је ограничен на мањи број држава. Присутна је у следећим државама: Кина, Казахстан и Киргистан.

## Станиште
Станишта врсте су шуме и планине. 

## Начин живота
Број младунаца које женка доноси на свет је обично 2-9. Врста Myodes centralis прави гнезда. 

## Угроженост
Ова врста је наведена као последња брига, јер има широко распрострањење и честа је врста.